# Hernád, Pesta
Hernád  este un sat în districtul Dabas, județul Pesta, Ungaria, având o populație de 4.173 de locuitori (2011). 

## Demografie
Componența etnică a satului Hernád
     Maghiari (95,12%)
     Romi (2,65%)
     Germani (1,11%)
     Necunoscut (0,64%)
     Alții (0,48%)
Componența confesională a satului Hernád
     Romano-catolici (46,94%)
     Fără religie (17,25%)
     Reformați (7,38%)
     Necunoscută (26,1%)
     Alte religii (3,69%)
Conform recensământului din 2011, satul Hernád avea 4.173 de locuitori. Din punct de vedere etnic, majoritatea locuitorilor (95,12%) erau maghiari, existând și minorități de romi (2,65%) și germani (1,11%). Apartenența etnică nu este cunoscută în cazul a 0,64% din locuitori. Nu există o religie majoritară, locuitorii fiind romano-catolici (46,94%), persoane fără religie (17,25%) și reformați (7,38%). Pentru 26,1% din locuitori nu este cunoscută apartenența confesională.